# دينهارد
دينهارد (بالألمانية: Dinhard) هي بلدية سويسرية تتبع لمقاطعة فينترتور في كانتون زيورخ. تبلغ مساحتها 7.15 كيلومتر مربع، ويقدر عدد سكانها بـ 1557 نسمة (حسب تعداد ديسمبر 2017).